# Spinihornera
Spinihornera is een geslacht van mosdiertjes uit de familie van de Horneridae. De wetenschappelijke naam ervan werd in 1979 voor het eerst geldig gepubliceerd door Brood.

## Soorten
- Spinihornera spinigera (Kirkpatrick, 1888)